# Leucocosmia thoracica
Leucocosmia thoracica là một loài bướm đêm trong họ Noctuidae.